# Isole Quarnerine

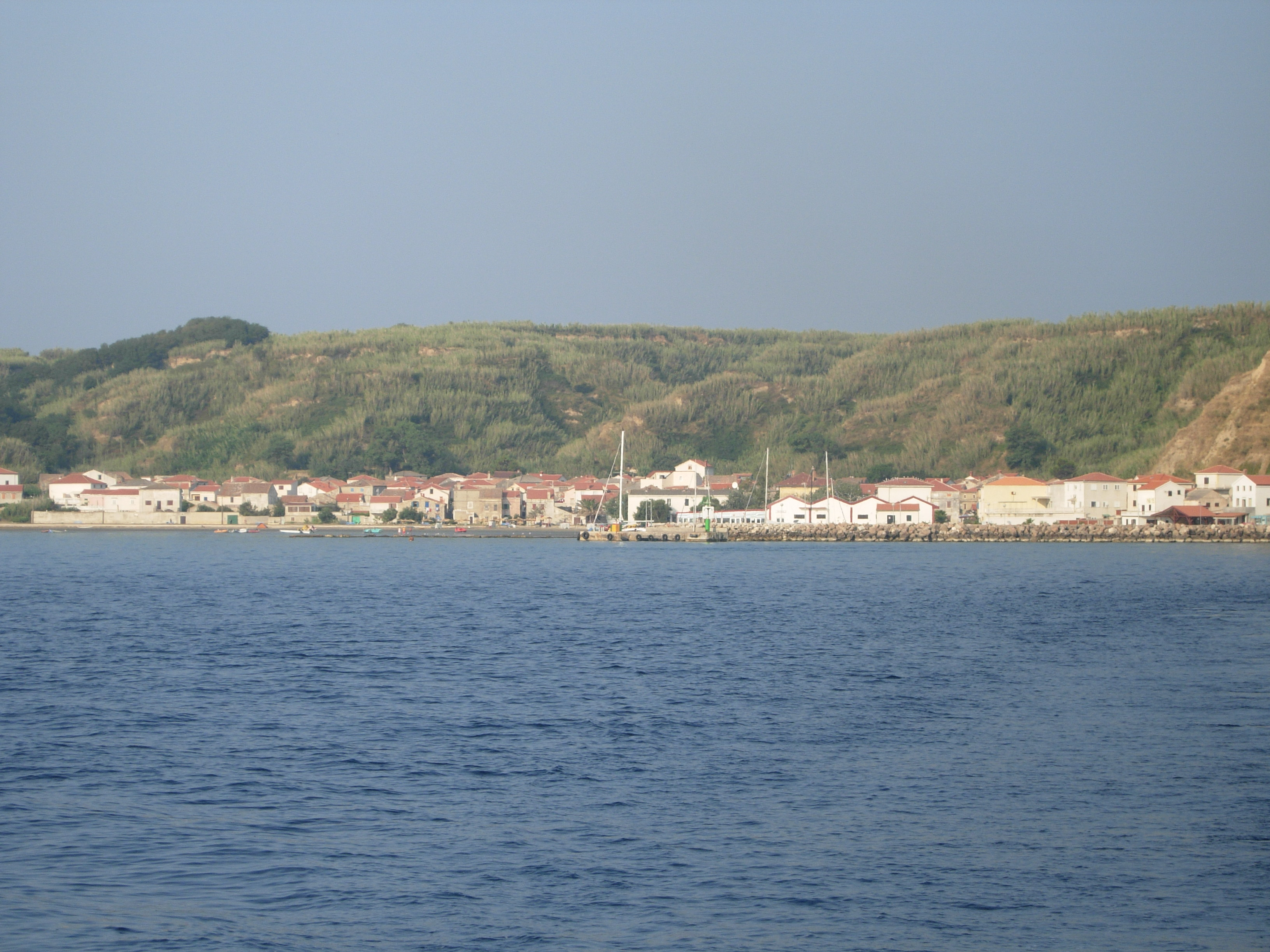
L'isola di Sansego (Susak)

Le Isole Quarnerine, appartenenti alla regione litoraneo-montana della Croazia, sono situate nel golfo del Quarnaro, tra i due bracci di mare noti come Quarnaro (propriamente detto) e Quarnarolo.

## Descrizione
Da un punto di vista geografico sono parte integrante della Dalmazia. Tuttavia in passato alcune di esse (Cherso, Lussino e talora anche Veglia) sono state associate all'Istria. Altre volte sono state inglobate in una regione geografica a sé stante, il Quarnaro, costituita dal litorale di Fiume e dalle isole del golfo.
Oggi i geografi italiani (De Agostini, TCI) sono d'accordo nell'attribuire:
- alla regione geografica italiana l'Istria e il litorale di Fiume fino alla baia di Buccari;
- alla regione geografica dalmata le isole quarnerine e la fascia costiera a sud di Buccari;
- alla regione geografica balcanica l'entroterra fiumano, posto al di là dello spartiacque alpino (Alpi Dinariche).

Isole Quarnerine Occidentali: Isole e isolotti tra il Quarnaro e il Quarnarolo
- Cherso (Cres)
  - Plauno (Plavnik)
  - Levrera[3] (Zeča)
- Lussino (Losinj)
  - Unie (Unje)
  - Canidole Grande e Piccola (Vele e Male Srakane)
  - Sansego (Susak)
  - Asinello (Ilovik)
  - Oriole Grande e Piccola

Isole Quarnerine Orientali: Isole e isolotti tra il Quarnarolo e la costa dalmata
- Veglia (Krk)
  - Pervicchio (Prvić)
  - San Marco
- Arbe (Rab)
  - San Gregorio (Grgur)
  - Golli o isola Calva (Goli Otok)
  - Dolin o Galliola
  - San Giorgio

Per convenzione, non rientrano tra le quarnerine le altre isole poste immediatamente più a sud. Ovvero: 
- verso sud-est, l'isola di Pago (la cui parte settentrionale è bagnata dalle acque del Quarnarolo) con le isole minori di Scherda, Maon e Puntadura;
- verso sud, le cosiddette isole liburniche occidentali (Ulbo, Selve, Premuda, Scarda, Isto e Melada).